# دانشگاه باختر
مؤسسه تحصیلات عالی باختر دانشگاهی خصوصی در شهر کابل، افغانستان است. این دانشگاه برای اولین بار در تاریخ افغانستان برنامه‌های اصلی را در رشته مدیریت تجارت و علوم کامپیوتر راه‌اندازی کرد.

## پیشینه
پوهنتون باختر به عنوان نخستین نهاد تحصیلی خصوصی در افغانستان، در سال ۲۰۰۵ میلادی در ساحه پوهنتون پولیتخنیک کابل در چارچوب قوانین وزارت تحصیلات عالی تاسیس شد. این پوهنتون بعد از مدت زمانی به تعمیر دایمی خویش در منطقه کارته چهار شهر کابل نقل مکان نمود. طبق توصیف صفحه این دانشگاه، باختر از شرکای بین‌المللی خویش مانند دانشگاه‌های آزاد ملی اندراگاندی کشور هندوستان، کالج بین‌المللی آمریکا، دانشگاه جورج تاون ایالات متحده آمریکا، دانشگاه اتاترک کشور ترکیه و دانشگاه پوترا کشور مالزی الهام گرفته است.

## دانشکده‌ها
دانشگاه باختر، در کنار برنامه‌های ماستری خویش در زمینه اقتصاد و کامپیوتر ساینس، در سطح لیسانس پنج دانشکده دارد. دانشکده حقوق و علوم سیاسی، دانشکده ژورنالیزم، دانشکده کامپیوتر ساینس و دانشکده اقتصاد.